# Tây Nam Papua
Tây Nam Papua (tiếng Indonesia: Papua Barat Daya) là một tỉnh của Indonesia, và là một phần của Tây New Guinea. Mặc dù được đặt tên là "tây nam", nhưng đó là cách gọi không đúng về địa lý và tỉnh này thực sự nằm ở rìa tây bắc của Papua. ("Barat Daya", hay Viễn Tây, cũng dùng để chỉ mặt trời vào ngày hạ chí khi nó lặn ở phía tây nam.) Tỉnh bao gồm khu vực Đại Sorong (tiếng Indonesia: Sorong Raya) bao gồm thành phố Sorong, huyện Sorong, huyện Nam Sorong, huyện Maybrat, huyện Tambrauw và huyện Raja Ampat. Dự thảo luật về việc thành lập tỉnh Tây Nam Papua đã được thông qua thành luật và trở thành tỉnh thứ 38 của Indonesia vào năm 2022.
Tây Nam Papua nằm ở mũi phía tây bắc của một khu vực được gọi là bán đảo Doberai hoặc bán đảo Đầu Chim. Mũi cực tây của tỉnh này là Khu bảo tồn biển khu vực huyện Raja Ampat, nơi có sự đa dạng cao về sinh vật biển như rạn san hô, rùa khổng lồ, cá đuối và cá nhám voi. Quần đảo Raja Ampat bao gồm nhiều hòn đảo khác nhau như Batanta, Misool, Salawati và Waigeo.  Thủ phủ của Tây Nam Papua là Sorong, một điểm sản xuất dầu khí và là một trung tâm nhập cảnh vào Papua, với các cơ sở cảng và sân bay hoàn chỉnh khiến nó trở thành một trong những thành phố phát triển nhất ở Papua. Trong tỉnh này có nhiều hệ sinh thái như rừng mưa nhiệt đới và núi vẫn được bảo tồn. Huyện Tambrauw là một điểm đến ngắm chim nổi tiếng, khu vực này được tuyên bố là khu Bảo tồn để tăng cường du lịch sinh thái.

## Hành chính
Tỉnh mới khi được thành lập bao gồm 5 huyện cộng với thành phố tự trị Sorong, có tư cách là một huyện. Diện tích và dân số tại các cuộc Tổng điều tra năm 2010 và 2020, cùng với các ước tính chính thức vào giữa năm 2021, được lập bảng dưới đây:
| Tên                           | Thủ phủ    | Diện tích (km2) | Dân số điều tra 2010 | Dân số điều tra 2020 | Dân số ước tính giữa 2021 | Số khu | Số làng | HDI ước tính 2018  |
| ----------------------------- | ---------- | --------------- | -------------------- | -------------------- | ------------------------- | ------ | ------- | ------------------ |
| T/p Sorong                    | T/p Sorong | 656,64          | 190.625              | 284.410              | 289.767                   | 10     | 41      | 0,774 (Cao)        |
| Sorong Regency                | Aimas      | 6.544,23        | 70.619               | 118.679              | 121.963                   | 30     | 252     | 0,643 (Trung bình) |
| Sorong Selatan · (Nam Sorong) | Teminabuan | 6.594,31        | 37.900               | 52.469               | 53.167                    | 15     | 123     | 0,610 (Trung bình) |
| Raja Ampat                    | Waisai     | 8.034,44        | 42.507               | 64.141               | 65.403                    | 24     | 121     | 0,628 (Trung bình) |
| Tambrauw                      | Fef        | 11.529,18       | 6.144                | 28.379               | 31.385                    | 29     | 218     | 0,520 (Thấp)       |
| Maybrat                       | Kumurkek   | 5.461,69        | 33.081               | 42.991               | 43.364                    | 24     | 260     | 0,582 (Thấp)       |
| Tổng                          | Tổng       | 38.820,49       | 380.876              | 591.069              | 605.049                   | 132    | 1.015   |                    |